# Керпіненський район
Керпіне́нський райо́н — адміністративно-територіальна одиниця Молдавської РСР, що існувала від 11 листопада 1940 року до 25 грудня 1962 року.

## Історія
Як і більшість районів Молдавської РСР, утворено 11 листопада 1940 року під ім'ям Бужорський район із центром у селі Бужор. 7 травня 1941 року центр району перенесено в село Лепушна, і район став іменуватися Лепушнянським.
До 16 жовтня 1949 року перебував у складі Кишинівського повіту, після скасування повітового поділу перейшов у безпосереднє республіканське підпорядкування. В цей же час адміністративний центр району переноситься до села Керпінень і район одержує назву Керпіненський.
Від 31 січня 1952 року до 15 червня 1953 року район входив до складу Кишинівського округу, після скасування окружного поділу знову перейшов у безпосереднє республіканське підпорядкування.
25 грудня 1962 року Карпіненський район ліквідовано, його територію практично повністю передано до складу Котовського району.

## Адміністративний поділ
Станом на 1 березня 1961 року до району входили 11 сільрад: Бужорська, Карпіненська, Красноармєйська, Лапушнянська, Марініцька, Мінджирська, Обіленська, Пашканська, Софійська, Чоарська, Шишканська.